# Burj al-Qasab
Burj al-Qasab (tiếng Ả Rập: برج القصب; tiếng Thổ Nhĩ Kỳ: Burc Keseb) là một thị trấn ở phía tây bắc Syria, thuộc tỉnh Latakia, nằm ở phía bắc Latakia gần Ras Ibn Hani. Các địa phương lân cận gồm có Al-Shamiyah và Burj Hồi giáo ở phía bắc, Kirsana ở phía tây bắc, Sitmarkho và al-Qanjarah ở phía tây. Theo Cục Thống kê Trung ương Syria, Burj al-Qasab có dân số 4.902, theo số liệu điều tra dân số năm 2004. Cư dân chủ yếu là người Alawite. Nơi này nằm gần di chỉ thành phố cổ Ugarit.